# Wilhelm Johansson (författare)
Wilhelm Johansson född den 28 augusti 1868 i Garpenbergs socken, död den 27 mars 1939 i Stjärnsund, var en svensk snickare, småbrukare och författare. Pseudonym: Garpe.

## Biografi
Johansson var snickare och bedrev tillverkning av hyvelbänkar. Han var även politiskt verksam som ledamot av Kopparbergs läns landsting och Garpenbergs kommunalfullmäktige.
I sitt författarskap skildrade han gärna bonden och hans gärning. Han medverkade i tidningar och i Såningsmannen med folklivsskildringar och dikter. Dessa samlades i flera böcker, men han gav även ut en roman och en självbiografi.